# Prats-de-Mollo-la-Preste
Pour les articles homonymes, voir Mollo.
Prats-de-Mollo-la-Preste (prononcé [pʁats də mɔjo la pʁɛst(ə)]  ; en catalan Prats de Molló i la Presta ['pɾadz də mu'ʎo j lə 'pɾestə]) est une commune française, située dans la région Occitanie, département des Pyrénées-Orientales et dans le Haut Vallespir. Cernée de remparts, sa vieille ville médiévale aux ruelles pavées de galets est dominée par le fort Lagarde. Ce dernier fut bâti par Vauban au XVIIe siècle afin de contrôler la nouvelle frontière du traité des Pyrénées. Sur le plan historique et culturel, la commune est dans le Vallespir, ancienne vicomté (englobée au Moyen Âge dans la vicomté de Castelnou), rattachée à la France par le traité des Pyrénées (1659) et correspondant approximativement à la vallée du Tech, de sa source jusqu'à Céret.
Exposée à un climat océanique altéré, elle est drainée par le Tech, la Parcigoule, la rivière de Graffouil, Torrent de la Figuèra, Torrent du Corral, Torrent el Canidell et par divers autres petits cours d'eau. La commune possède un patrimoine naturel remarquable : quatre sites Natura 2000 (le « massif du Canigou », la « conque de la Preste », le « Canigou-Conques de La Preste » et « le Tech »), un espace protégé (la réserve naturelle nationale de Prats-de-Mollo-la-Preste) et six zones naturelles d'intérêt écologique, faunistique et floristique.
Prats-de-Mollo-la-Preste est une commune rurale qui compte 1 114 habitants en 2022, après avoir connu un pic de population de 3 730 habitants en 1846. Ses habitants sont appelés les Pratéens ou  Pratéennes.
La commune fait partie de l'association « Les Plus Beaux Villages de France ».

## Géographie

### Localisation
La commune de Prats-de-Mollo-la-Preste se trouve dans le département des Pyrénées-Orientales, en région Occitanie et est frontalière avec l'Espagne (Catalogne).
La commune est membre de l'association « Les Plus Beaux Villages de France ».
Elle se situe à 47 km à vol d'oiseau de Perpignan, préfecture du département, à 24 km de Céret, sous-préfecture, et à 18 km d'Amélie-les-Bains-Palalda, bureau centralisateur du canton du Canigou dont dépend la commune depuis 2015 pour les élections départementales.
La commune fait en outre partie du bassin de vie d'Amélie-les-Bains-Palalda.
Les communes les plus proches sont : 
Le Tech (5,4 km), Lamanère (5,9 km), Serralongue (6,3 km), Montferrer (8,2 km), Corsavy (10,8 km), Saint-Laurent-de-Cerdans (11,2 km), Arles-sur-Tech (14,0 km), Coustouges (14,6 km).
Sur le plan historique et culturel, Prats-de-Mollo-la-Preste fait partie du Vallespir, ancienne vicomté (englobée au Moyen Âge dans la vicomté de Castelnou), rattachée à la France par le traité des Pyrénées (1659) et correspondant approximativement à la vallée du Tech, de sa source jusqu'à Céret.
Prats-de-Mollo-la-Preste est la commune la plus au sud de la Méridienne Verte qui matérialise le méridien de Paris, et la troisième commune la plus méridionale de France continentale, après Lamanère et Coustouges.
La Preste, qui est la station thermale, est située plus haut dans la vallée à 8 km environ. C'est le départ du sentier pour le Costabonne (2 465 m).
La commune de Prats-de-Mollo-la-Preste rassemble aussi tout un ensemble de hameaux ou de lieux-dits, de nos jours, la majorité de ces habitats sont abandonnés, voire à l’état de ruine : Paracoll, Can Llagosta, Sant Salvador (avec Can Roure, mas Pla..), les Cases, et bien d'autres.
| Py                 | Casteil                           | Le Tech                 |
| Mantet             | Prats-de-Mollo-la-Preste          | Serralongue (sur 150 m) |
| Setcases (Espagne) | Molló, Camprodon, Beget (Espagne) | Lamanère                |

- dans le canton de Prats-de-Mollo-la-Preste :
  - Lamanère, Serralongue et Le Tech ;
- dans le canton d'Olette (arrondissement de Prades) :
  - Mantet et Py ;
- dans le canton de Prades (arrondissement de Prades) :
  - Casteil ;
- dans la communauté autonome de Catalogne (Espagne) :
  - Setcases, Molló, Camprodon (village de Rocabruna).

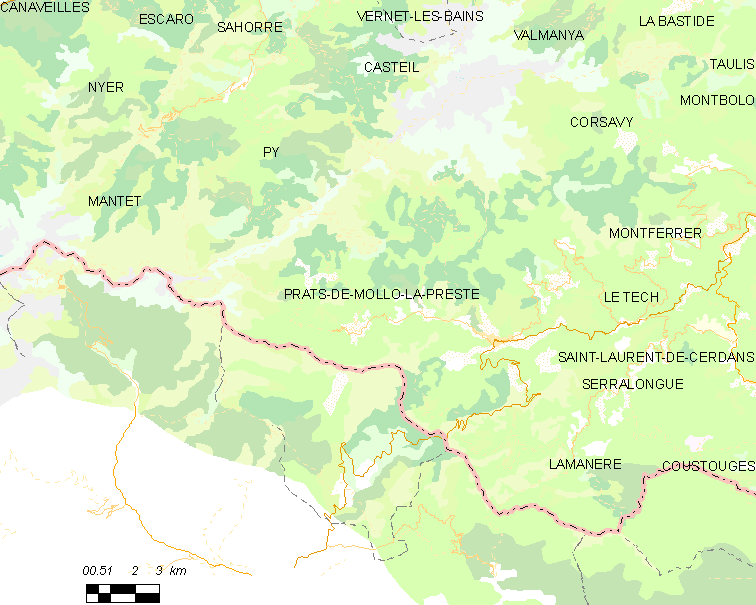
Situation de la commune.

### Géologie et relief
L'altitude de la commune varie entre 575 et 2 693 mètres. L'ensemble du territoire de la commune correspondait à la partie supérieure de la vallée du Tech, depuis sa source au Roc Colom qui culmine à 2 507 m à l'extrême ouest de la commune, jusqu'à la confluence avec la rivière de Lamanère, à l'est et aujourd'hui sur la commune du Tech.
La ville est classée en zone de sismicité 4, correspondant à une sismicité moyenne.

### Climat
Pour des articles plus généraux, voir Climat de l'Occitanie et Climat des Pyrénées-Orientales.
En 2010, le climat de la commune est de type climat océanique altéré, selon une étude du CNRS s'appuyant sur une série de données couvrant la période 1971-2000. En 2020, Météo-France publie une typologie des climats de la France métropolitaine dans laquelle la commune est exposée à un climat de montagne ou de marges de montagne et est dans la région climatique Pyrénées orientales, caractérisée par une faible pluviométrie, un très bon ensoleillement (2 600 h/an), un air sec, particulièrement en hiver et peu de brouillards.
Pour la période 1971-2000, la température annuelle moyenne est de 11,7 °C, avec une amplitude thermique annuelle de 14,7 °C. Le cumul annuel moyen de précipitations est de 838 mm, avec 6,2 jours de précipitations en janvier et 6,1 jours en juillet. Pour la période 1991-2020, la température moyenne annuelle observée sur la station météorologique la plus proche, située sur la commune du Tech à 5 km à vol d'oiseau, est de 12,9 °C et le cumul annuel moyen de précipitations est de 1 146,5 mm,. Pour l'avenir, les paramètres climatiques de la commune estimés pour 2050 selon différents scénarios d'émission de gaz à effet de serre sont consultables sur un site dédié publié par Météo-France en novembre 2022.

### Milieux naturels et biodiversité

#### Espaces protégés
La protection réglementaire est le mode d’intervention le plus fort pour préserver des espaces naturels remarquables et leur biodiversité associée,.
Un  espace protégé est présent sur la commune : 
la réserve naturelle nationale de Prats-de-Mollo-la-Preste, créée en 1986 et d'une superficie de 2 158 ha, s’étire depuis les sources du Tech jusqu’au Pla Guillem sur une longueur de 11 km, s’étageant de 1 490 m à 2 507 m sur une largeur d’environ 2 km au maximum. Bien représentée, la grande faune emblématique de la montagne pyrénéenne, trouve sur la réserve les conditions indispensables à son développement,.

#### Réseau Natura 2000

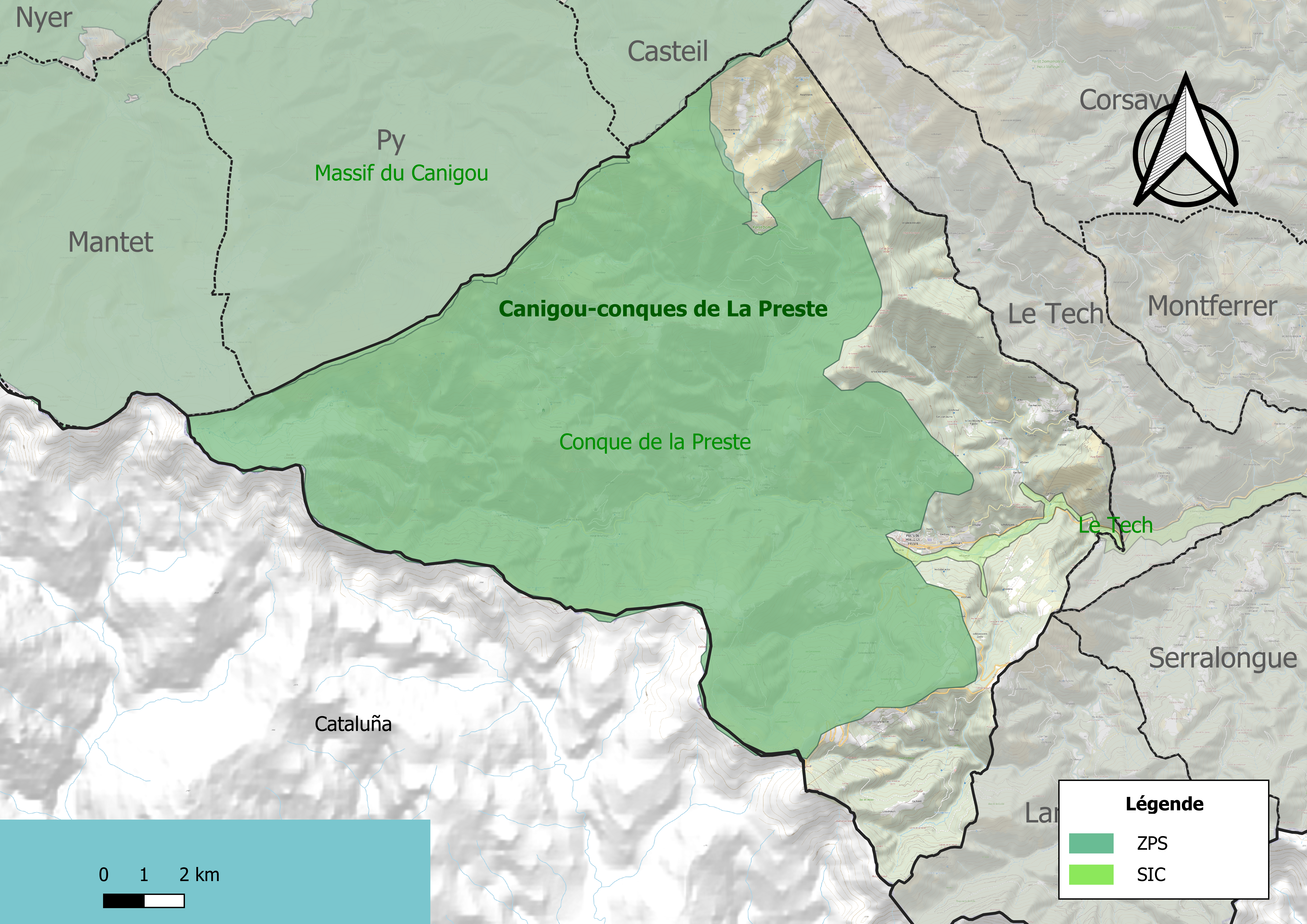
Sites Natura 2000 sur le territoire communal.

Le réseau Natura 2000 est un réseau écologique européen de sites naturels d'intérêt écologique élaboré à partir des directives habitats et oiseaux, constitué de zones spéciales de conservation (ZSC) et de zones de protection spéciale (ZPS).
Trois sites Natura 2000 ont été définis sur la commune au titre de la directive habitats : 
- le « massif du Canigou », d'une superficie de 11 746 ha, culmine à 2 784 mètres à l'extrémité orientale de la chaîne des Pyrénées. Il recèle de nombreuses espèces endémiques pyrénéennes dont certaines atteignent leur limite orientale et présente une gamme variée d'habitats naturels d'intérêt communautaire liés à l'étagement de la végétation[25] ;
- la « conque de la Preste », d'une superficie de 8 436 ha, hébergeant le Desman des Pyrénées et présente un ensemble de grottes naturelles avec de nombreuses espèces cavernicoles rares et endémiques[26] ;
- « le Tech », d'une superficie de 1 467 ha, hébergeant le Barbeau méridional qui présente une très grande variabilité génétique dans tout le bassin versant du Tech. Le haut du bassin est en outre colonisé par le Desman des Pyrénées[27] et  au titre de la directive oiseaux[24]
- le « canigou-conques de La Preste », d'une superficie de 20 224 ha, abrite une avifaune de montagne riche et diversifiée, tant au niveau des rapaces que des passereaux et des galliformes. Elle est également fréquentée régulièrement par deux couples de gypaètes barbus et, en été, par un nombre important de vautours fauves en provenance du territoire espagnol[28].

#### Zones naturelles d'intérêt écologique, faunistique et floristique
L’inventaire des zones naturelles d'intérêt écologique, faunistique et floristique (ZNIEFF) a pour objectif de réaliser une couverture des zones les plus intéressantes sur le plan écologique, essentiellement dans la perspective d’améliorer la connaissance du patrimoine naturel national et de fournir aux différents décideurs un outil d’aide à la prise en compte de l’environnement dans l’aménagement du territoire.
Cinq ZNIEFF de type 1 sont recensées sur la commune :
- le « Baga de Siern » (186 ha)[30] ;
- le « bassin du Canidell » (831 ha)[31] ;
- le « Haut Vallespir du pic de Costabonne au Pla Guillem » (3 249 ha), couvrant 2 communes du département[32] ;
- le « ravin du col d'Ares » (383 ha)[33] ;
- la « Soulane de la Preste » (338 ha)[34] ;

et une ZNIEFF de type 2, : 
« le Vallespir » (47 344 ha), couvrant 18 communes du département.

Carte des ZNIEFF de type 1 et 2 à Prats-de-Mollo-la-Preste.
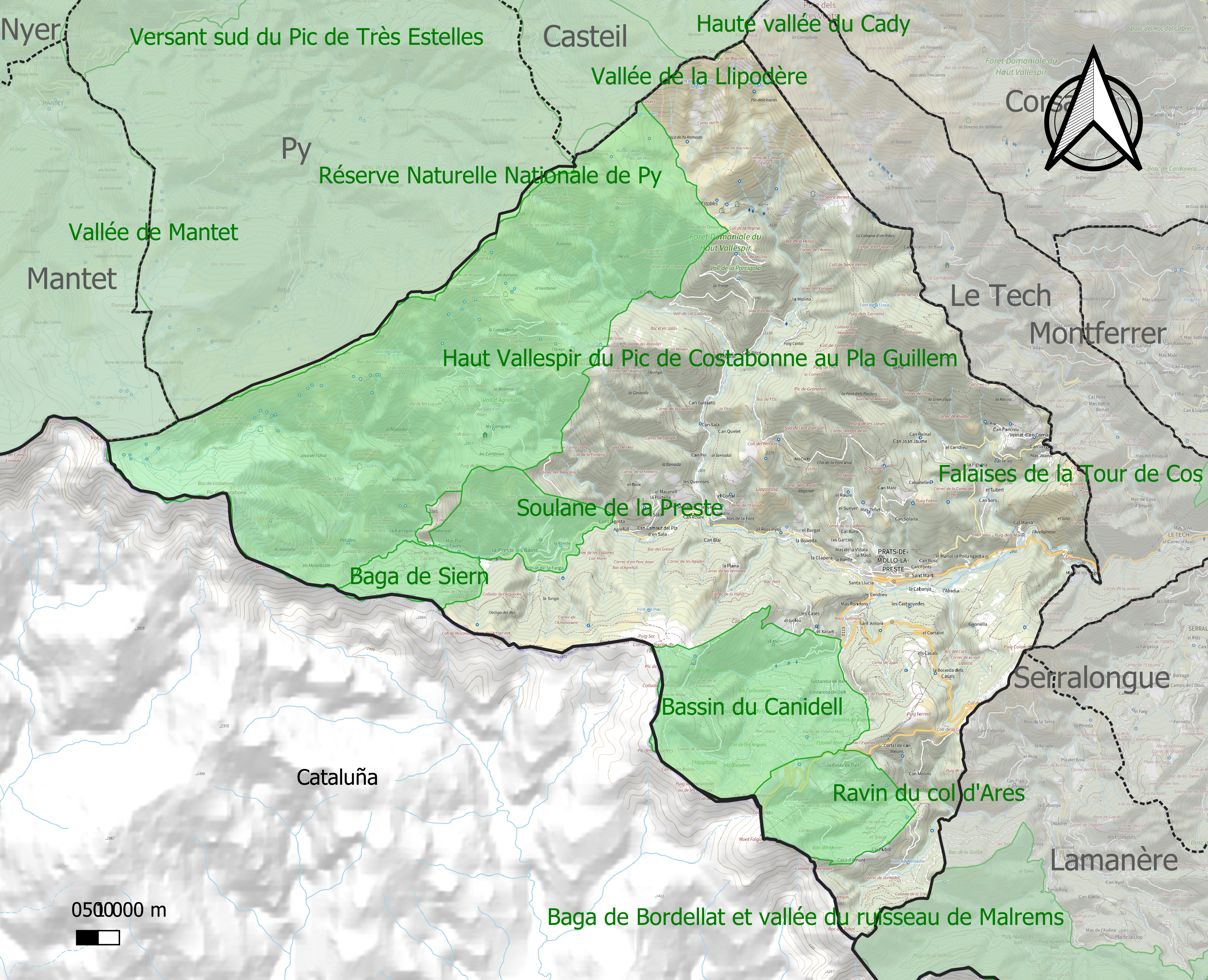
Carte des ZNIEFF de type 1 sur la commune.
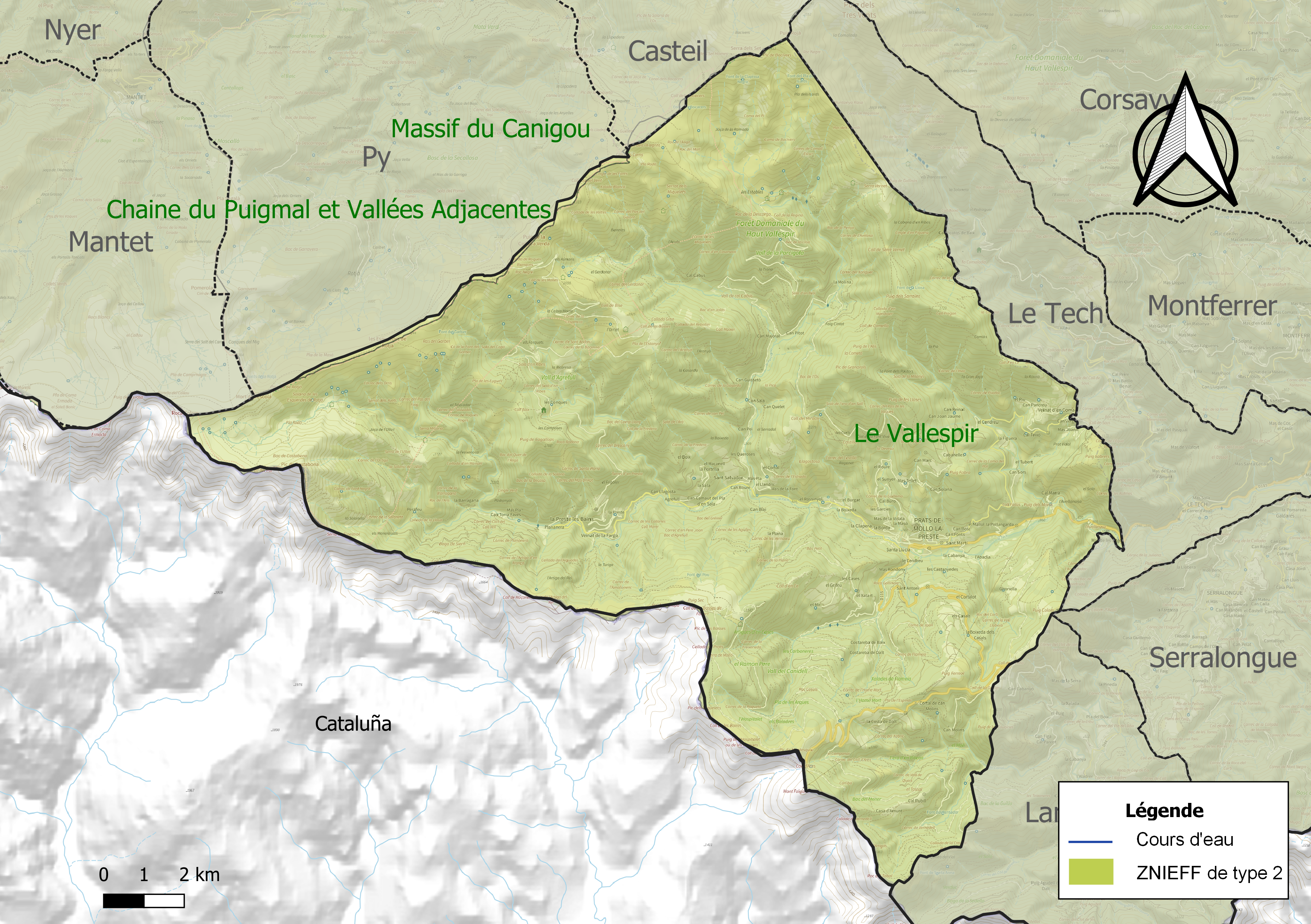
Carte de la ZNIEFF de type 2 sur la commune.

## Urbanisme

### Typologie
Au 1er janvier 2024, Prats-de-Mollo-la-Preste est catégorisée bourg rural, selon la nouvelle grille communale de densité à sept niveaux définie par l'Insee en 2022.
Elle est située hors unité urbaine et hors attraction des villes,.

### Occupation des sols
L'occupation des sols de la commune, telle qu'elle ressort de la base de données européenne d’occupation biophysique des sols Corine Land Cover (CLC), est marquée par l'importance des forêts et milieux semi-naturels (93,4 % en 2018), une proportion sensiblement équivalente à celle de 1990 (93,8 %). La répartition détaillée en 2018 est la suivante : 
forêts (60 %), milieux à végétation arbustive et/ou herbacée (28 %), zones agricoles hétérogènes (5,6 %), espaces ouverts, sans ou avec peu de végétation (5,4 %), prairies (0,6 %), zones urbanisées (0,4 %). L'évolution de l’occupation des sols de la commune et de ses infrastructures peut être observée sur les différentes représentations cartographiques du territoire : la carte de Cassini (XVIIIe siècle), la carte d'état-major (1820-1866) et les cartes ou photos aériennes de l'IGN pour la période actuelle (1950 à aujourd'hui).

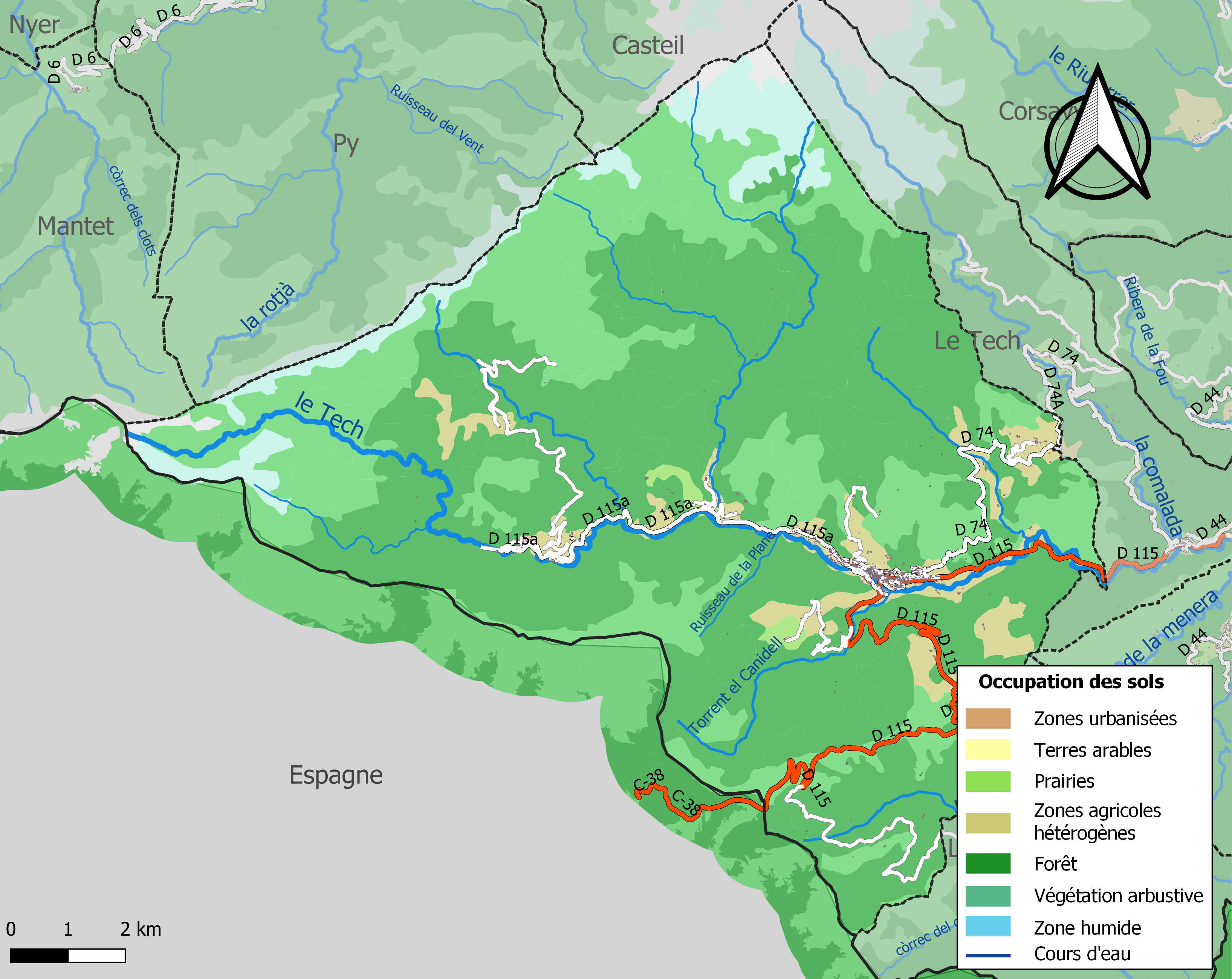
Carte des infrastructures et de l'occupation des sols de la commune en 2018 (CLC).

### Voies de communication et transports
La ligne 531 (Prats-de-Mollo-la-Preste - Arles-sur-Tech - Gare de Perpignan) du réseau régional liO dessert la commune.
La ligne transfrontalière C5 assure le service Camprodon – Mollo – Prats de Mollo https://lio.laregion.fr/Les-liaisons-transfrontalieres-du-projet-ConnECT-reouvrent

### Risques majeurs
Le territoire de la commune de Prats-de-Mollo-la-Preste est vulnérable à différents aléas naturels : inondations, climatiques (grand froid ou canicule), feux de forêts, mouvements de terrains, avalanche  et séisme (sismicité moyenne). Il est également exposé à deux risques particuliers, les risques radon et minier,.

#### Risques naturels
Certaines parties du territoire communal sont susceptibles d’être affectées par le risque d’inondation par crue torrentielle de cours d'eau du bassin du Tech.
Les mouvements de terrains susceptibles de se produire sur la commune sont soit des mouvements liés au retrait-gonflement des argiles, soit des glissements de terrains, soit des chutes de blocs, soit des effondrements liés à des cavités souterraines. Une cartographie nationale de l'aléa retrait-gonflement des argiles permet de connaître les sols argileux ou marneux susceptibles vis-à-vis de ce phénomène. L'inventaire national des cavités souterraines permet par ailleurs de localiser celles situées sur la commune.
Ces risques naturels sont pris en compte dans l'aménagement du territoire de la commune par le biais d'un plan de prévention des risques inondations et mouvements de terrains.

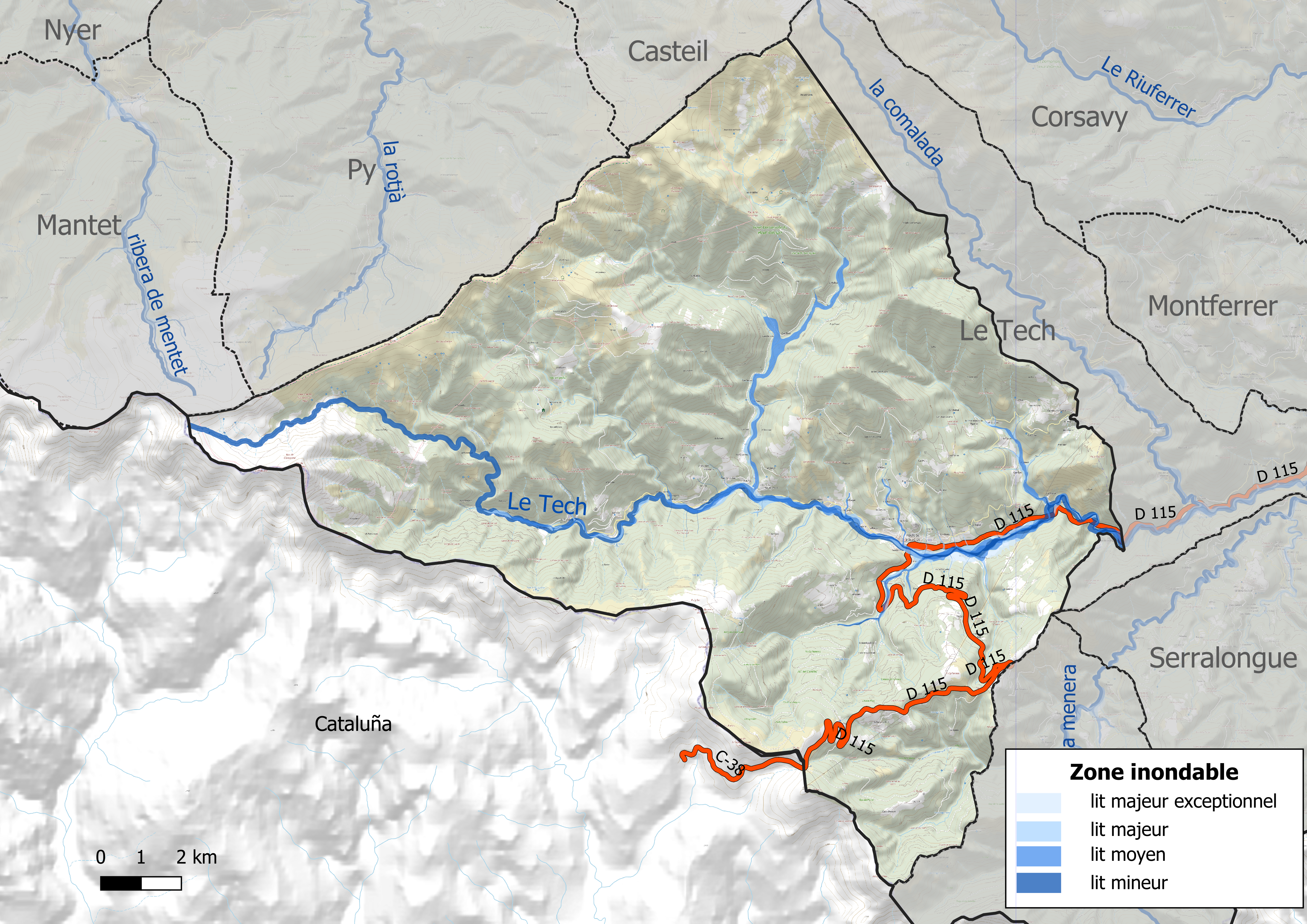
Carte des zones inondables.
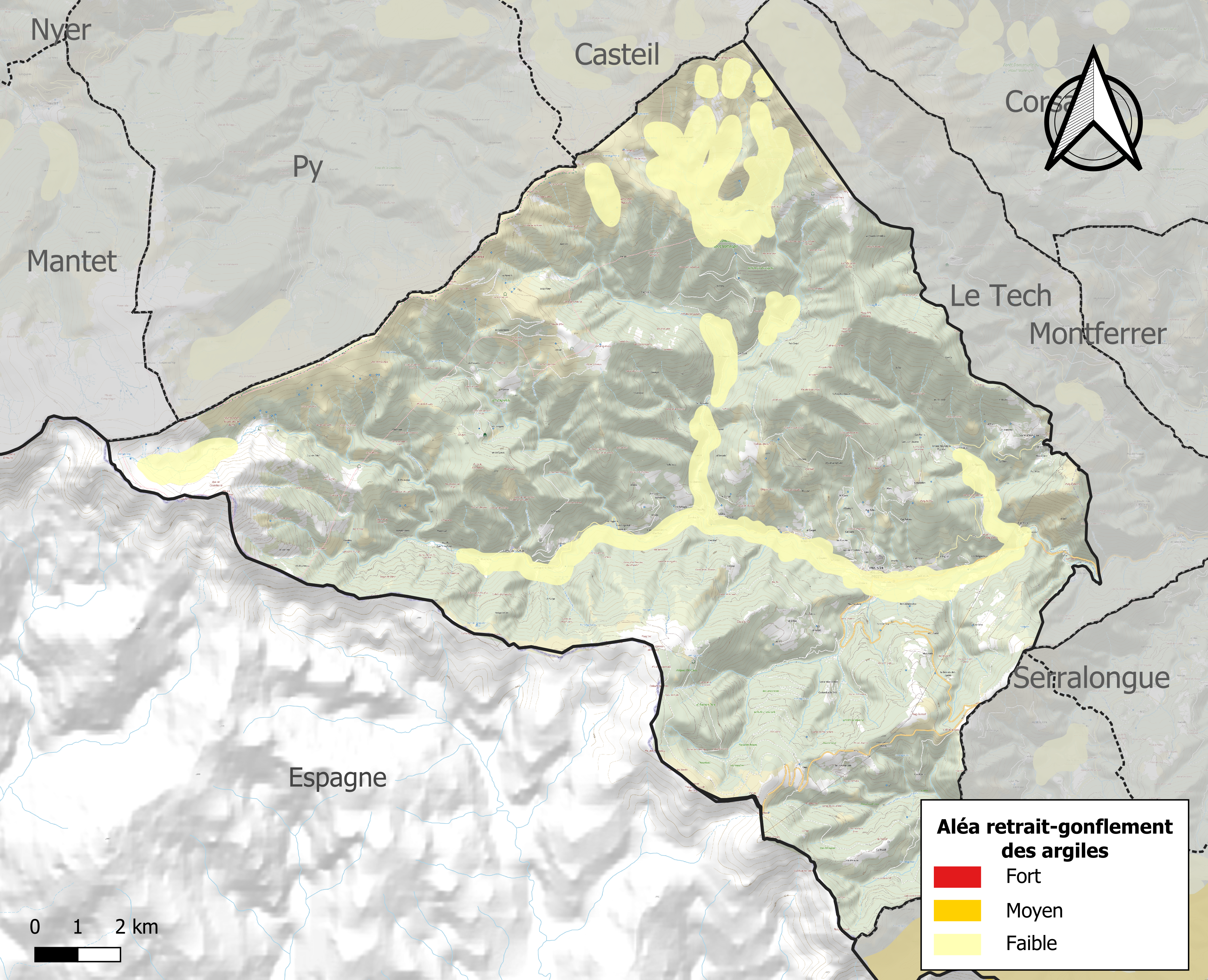
Carte des zones d'aléa retrait-gonflement des argiles.

#### Risque particulier
La commune est concernée par le risque minier, principalement lié à l’évolution des cavités souterraines laissées à l’abandon et sans entretien après l’exploitation des mines.
Dans plusieurs parties du territoire national, le radon, accumulé dans certains logements ou autres locaux, peut constituer une source significative d’exposition de la population aux rayonnements ionisants. Toutes les communes du département sont concernées par le risque radon à un niveau plus ou moins élevé. Selon la classification de 2018, la commune de Prats-de-Mollo-la-Preste est classée en zone 3, à savoir zone à potentiel radon significatif.

## Toponymie
Prats
- vers 878-881 on cite Pratum
- 936 : Prados
- 1011 : Pratis

Ce terme désignerait des prés, des pâturages.
Mollo
Le nom apparaît en  934 : Mollione, qui désignerait une grosse pierre servant de bornage (du latin mutulone et mutulus, « pierre en saillie » et du catalan molló)
Prats-de-Mollo
Les deux noms se trouvent souvent associés à partir de la fin du XIVe siècle ; on a en 1385 : Vallis de Pratis de Mollone.
La Preste
le village est cité en :
- 1264 : un domaine rural détenu par un nommé Johannis Presta ;
- 1266 : Villarium de Ces Ayllades ;
- 1340 : Bayns de Ayats ;
- après 1500 : Banys de Na Presta puis la Presta.

Ces différents noms pourraient correspondre au latin aquatis, lieu où les eaux sont abondantes.
En catalan, le nom de la commune est Prats de Molló i la Presta.
Par décret du 5 juin 1956, le nom de la Preste est accolé à celui de Prats-de-Mollo, dont elle était un hameau éloigné, consécration officielle de l'importance prise par la petite station thermale. Les deux agglomérations, très indépendantes, sont reliées par les huit kilomètres d'une route qui remonte la haute vallée du Tech.

## Histoire

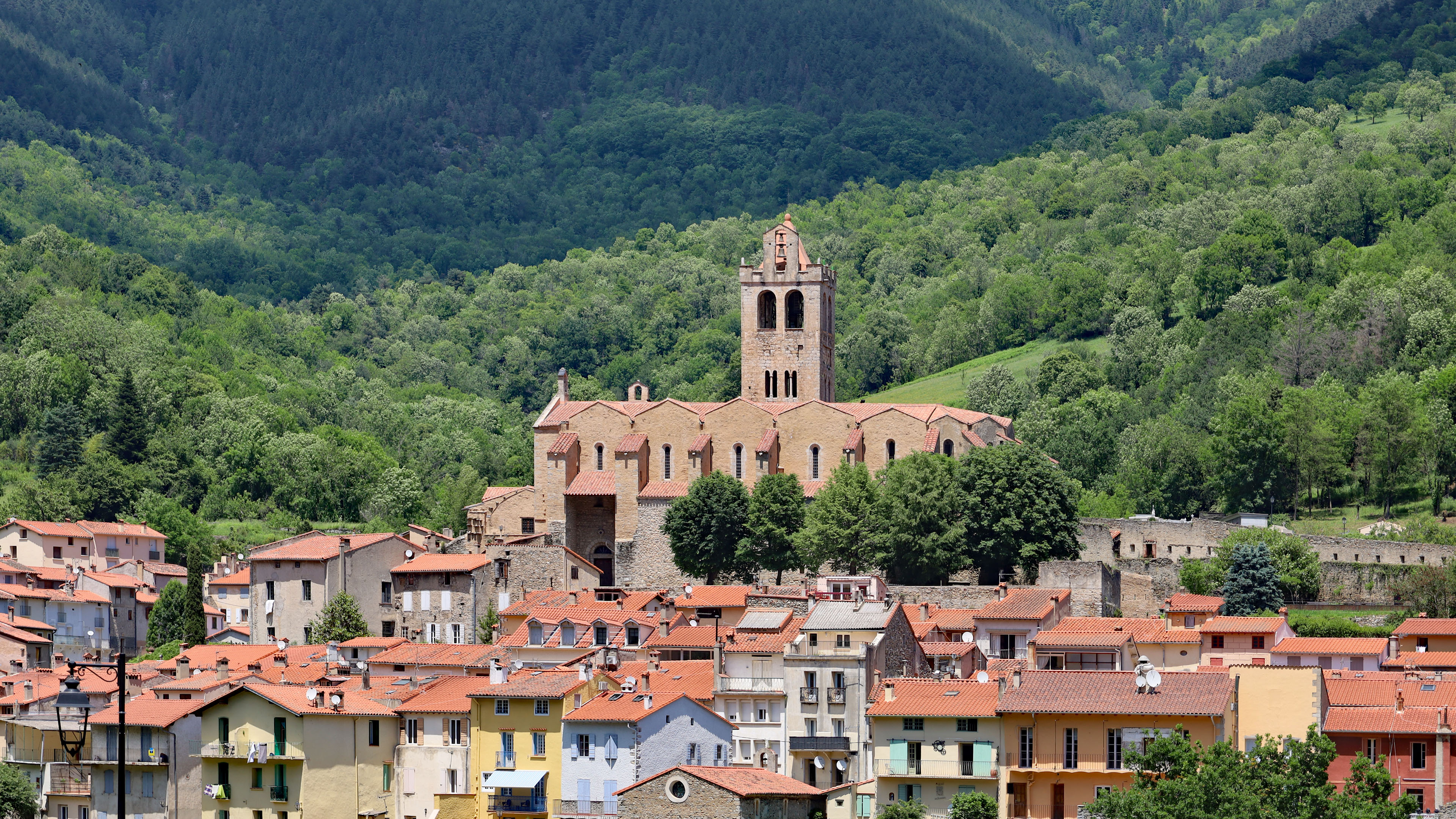
L'église.

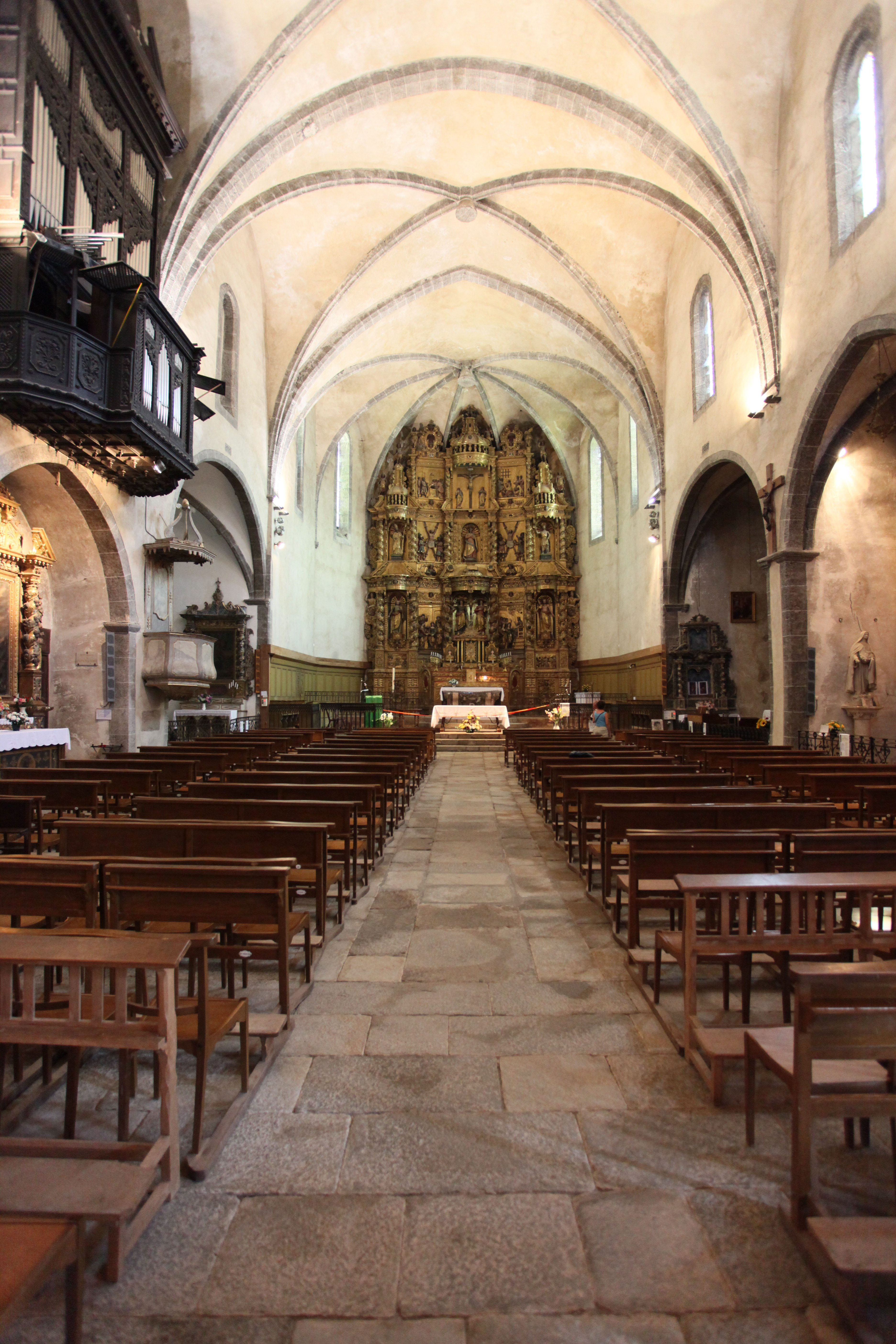
L'intérieur de l'église

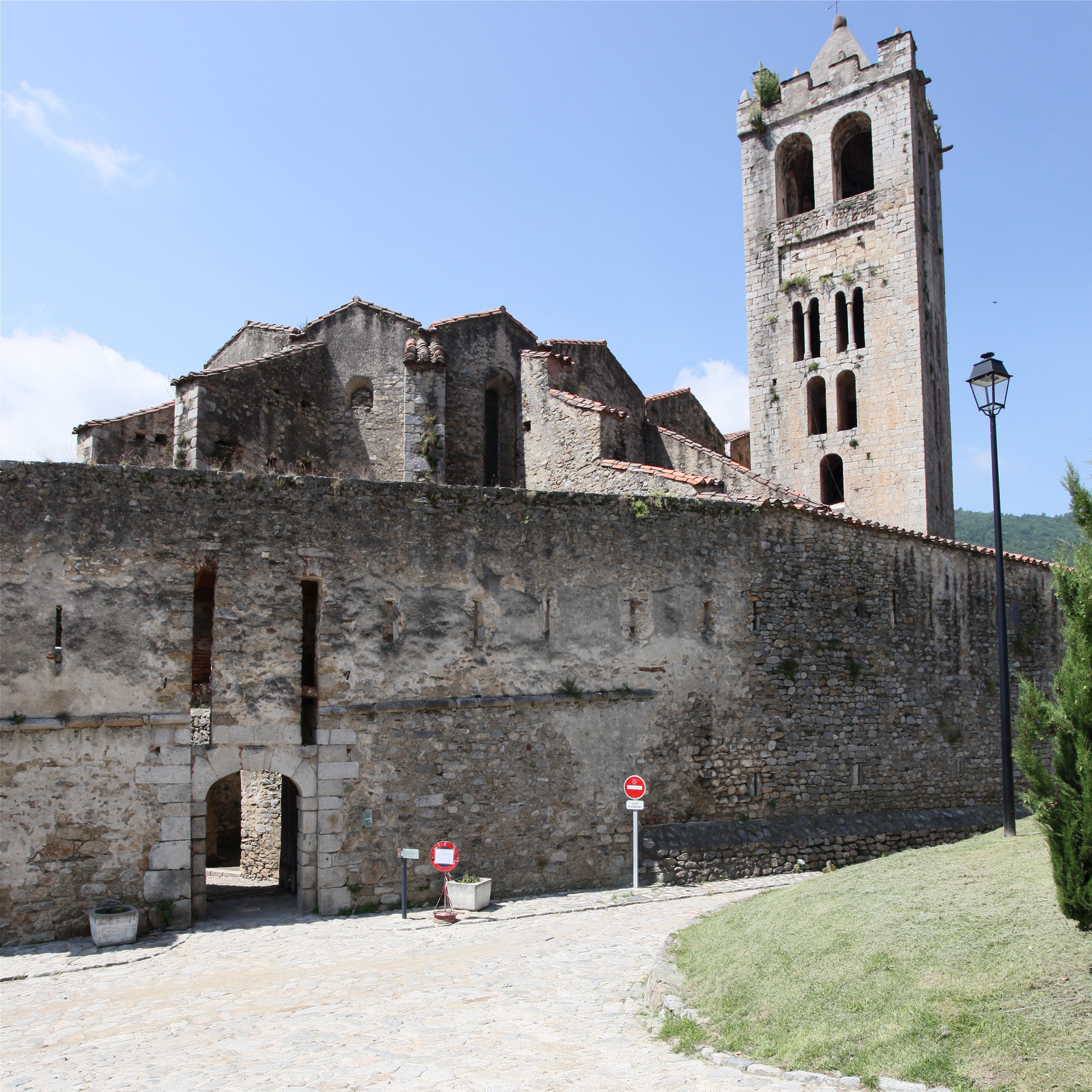
L'église vue depuis le chemin couvert menant à Fort Lagarde

Désireux de mettre en valeur le bassin supérieur du Tech, des moines ont fondé une colonie agricole, Prats-de-Mollo. Son église est citée en 982.
- Au XIIIe siècle, la ville était séparée en deux par le Tech :
  - La partie nord comprenait la ville avec sa population.
  - Sur la partie sud se trouvait le château des comtes de Besalu avec les autres familles dirigeantes.

À partir de 1258, après le traité de Corbeil, Prats-de-Mollo se développe sous l’impulsion du roi Jacques Ier d'Aragon. Du Moyen Âge à la Révolution, Prats est une ville royale : la seigneurie et la justice appartiennent au roi, et une justice royale ordinaire y est installée. Elle obtient ainsi certains privilèges tels que :
- 1242 : suppression des abus ;
- 1245 : liberté d’installation pour les personnes qui souhaitent s'installer dans la ville ;
- 1308 : possibilité d'organiser un marché hebdomadaire le samedi.

L'église Sainte-Juste-et-Sainte-Ruffine actuelle est consacrée en 1245 et remplace une chapelle existant probablement au même emplacement au IXe siècle.
En 1327, Prats et sa vallée comprennent une douzaine de villages et atteint environ 1 000 habitants, en partie grâce à ses privilèges.
Au milieu du XIVe siècle, la ville est pourvue de remparts.
En 1428, les remparts sont en partie détruits par le tremblement de terre de 1428 dit « séisme de la Chandeleur. Au XVe siècle, à la suite de diverses épidémies, la population est en diminution.
Au XVIe siècle, la ville est prospère grâce à la fabrication et au commerce des draps. Prats, comme le Vallespir, appartenant à la vicomté de Castelnou, donc à la Couronne d'Aragon.
La ville est rattachée, en 1659, comme l'ensemble du Roussillon au royaume de France par le traité des Pyrénées. Cette nouvelle situation change les données économiques, isolant Prats et sa vallée du reste de la province de Catalogne.
En décembre 1661, Louis XIV rétablit, dans le Roussillon, la gabelle, impôt qui était supprimé depuis 1292. La population, conduite par le drapier et faux-saunier Josep de la Trinxeria, se révolte contre le rétablissement de ce nouvel impôt. C'est la révolte des Angelets, qui prend très vite des allures de soulèvement anti-français et dure douze ans, jusqu'en 1673.
En 1674, afin de contrôler le Vallespir Louis XIV décide de faire construire un fort. La construction du fort Lagarde commence en 1677, faite en partie par Vauban, et se termine vers 1682. Les remparts de Prats-de-Mollo démolis pendant la révolte des Angelets sont reconstruits en 1683. En 1691, pendant la guerre de Neuf Ans, les Espagnols, arrivant du col d'Ares, assiègent Prats-de-Mollo, sans succès.
Le 6 juin 1793 pendant la guerre du Roussillon, Prats-de-Mollo est prise par les troupes espagnoles du général Antonio Ricardos. Elle reste occupée jusqu'en 1794 date à laquelle les troupes françaises du général Dugommier parvinrent à rejeter les Espagnols de l'autre côté des Pyrénées.
La commune du Tech est créée le 19 mars 1862 par détachement d'une partie de la commune de Prats-de-Mollo,.
C'est à partir de 1853 que Napoléon III subit des crises douloureuses imputées à des spasmes vésicaux. Pour se soigner, il suit de nombreuses cures thermales. Les eaux d'une puissante radioactivité de La Preste, station hydrominérale réputée, étaient reconnues pour ses qualités associées aux traitements en rhumatologie, métabolisme et urologie. Aussi pour se soigner, avant la guerre de 1870, Napoléon III, souhaitant y faire une cure, a fait construire la route qui conduit à La Preste. La guerre franco-allemande de 1870 ne lui a pas permis de venir à La Preste. Il meurt en Angleterre des suites d'opérations pour la maladie de la pierre dont il souffrait.
En 1926, Francesc Macià, qui souhaitait instaurer une république catalane en Espagne, alors dirigée par le dictateur Miguel Primo de Rivera y est arrêté.
En 1938, un second pont est construit. En effet, avant 1938, le Tech ne pouvait être franchi que par un seul pont (pont d'Espagne) qui amenait à la porte principale de la ville, datant du XVIIIe siècle, appelée Cavalleria (cavalerie) puis de la Carnisseria (boucherie) puis d'Espagne (en raison de son emplacement).
À partir du 27 janvier 1939, durant la Retirada, en deux semaines seulement, 100 000 réfugiés espagnols passent le col d'Ares, à Prats-de-Mollo. Pour accueillir ces réfugiés on construit quatre camps de concentration dans la vallée du Tech[Où ?]. Le 13 février 1939, la frontière est fermée, et gardée par les soldats nationalistes espagnols du général Franco. Quelque 35 000 réfugiés sont toujours dans les camps de Prats-de-Mollo.
Fin mars 1939, les camps de réfugiés de Prats-de-Mollo sont définitivement fermés. En octobre 1940, un aiguat continu de quatre jours, provoquant une crue du Tech, dévasta une partie de Prats et de la vallée, emportant le pont d'Espagne dit Pont de la Calç (chaux) ainsi que plusieurs établissements. Cette catastrophe, qui détruisit une grande partie du paysage, réorienta l’économie locale vers le tourisme et le thermalisme.

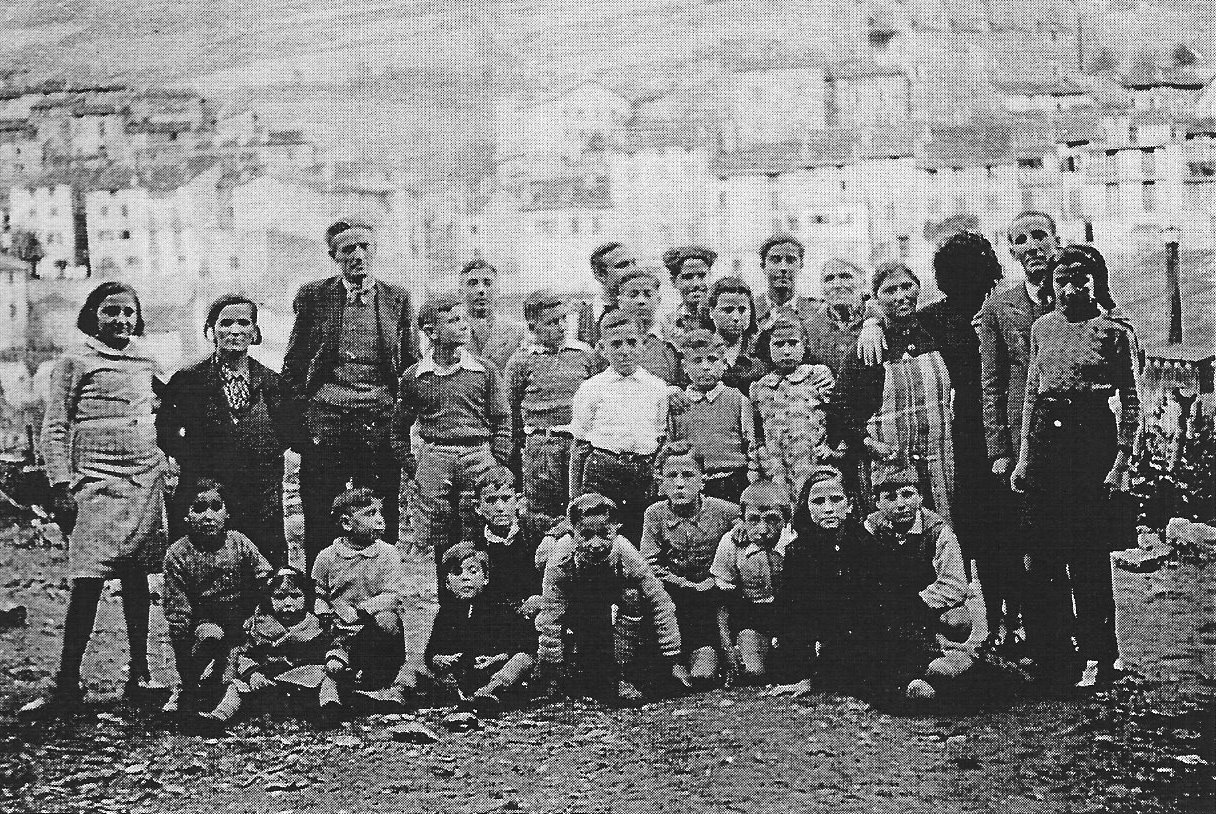
Enfants de réfugiés espagnols, autour du professeur José Brocca, à Prats en 1939

Pendant la Seconde Guerre mondiale, Prats-de-Mollo fut l’une des nombreuses bases pour les filières d’évasion vers l’Espagne.
Par décret du 5 juin 1956, le nom de « La Preste » a été accolé à celui de « Prats-de-Mollo ».

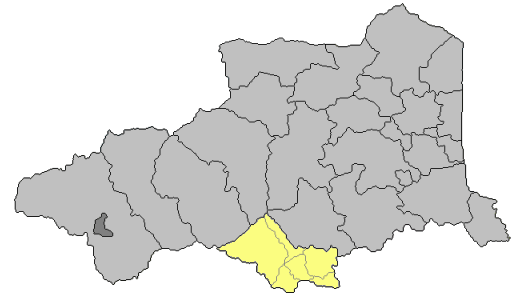
Localisation du canton de Prats-de-Mollo-la-Preste dans les Pyrénées-Orientales

Localisation de Prats-de-Mollo-la-Preste dans le Vallespir

## Politique et administration

### Liste des maires
| Période                                  | Période                        | Identité                            | Étiquette    | Qualité                                                              |
| ---------------------------------------- | ------------------------------ | ----------------------------------- | ------------ | -------------------------------------------------------------------- |
|                                          |                                |                                     |              |                                                                      |
| 1808                                     | 1814                           | Barthélemy Xatart                   |              | Pharmacien et botaniste                                              |
|                                          |                                |                                     |              |                                                                      |
| ?                                        | 1921 (démission)               | Arsène Guisset[réf. nécessaire]     |              | Médecin, nommé directeur de l'hôpital psychiatrique de Font-Aurelle  |
| 1921                                     | 1928                           | Philippe Coromines[réf. nécessaire] | SFIO         | Tailleur d'habits, conseiller d'arrondissement                       |
|                                          |                                |                                     |              |                                                                      |
| mars 1935                                |                                | Jacques Sales                       |              |                                                                      |
| juin 1938                                |                                | Joseph Noëll                        |              |                                                                      |
| juillet 1941                             |                                | Marceau Maury                       |              |                                                                      |
| août 1941                                |                                | Louis Coll                          |              |                                                                      |
| février 1942                             |                                | Marceau Maury                       |              |                                                                      |
| septembre 1944                           | décembre 1963[réf. nécessaire] | Robert Holan                        |              | nommé par le comité local de Libération, puis élu maire              |
| janvier 1964                             | aout 1974                      | Joseph Vilalongue[réf. nécessaire]  |              |                                                                      |
| octobre 1974                             | mars 1983                      | Pierre Noëll[réf. nécessaire]       |              |                                                                      |
| mars 1983                                | été 1991                       | Joseph Albert                       | PCF puis DVG | Conseiller général du Canton de Prats-de-Mollo-la-Preste (1973-1991) |
| novembre 1991                            | juin 1995                      | Aubin Roca                          | SE           | Conseiller général du Canton de Prats-de-Mollo-la-Preste (1991-1998) |
| juin 1995                                | mars 2014                      | Bernard Rémédi                      | DVD          | Conseiller général du Canton de Prats-de-Mollo-la-Preste (1998-2015) |
| mars 2014                                | En cours                       | Claude Ferrer (ca)                  | DVD          | Président de la Communauté de communes                               |
| Les données manquantes sont à compléter. |                                |                                     |              |                                                                      |

## Population et société

### Démographie ancienne
La population est exprimée en nombre de feux (f) ou d'habitants (H).
| 1355  | 1358  | 1365  | 1378  | 1424  | 1470 | 1515  | 1553  | 1643  |
| ----- | ----- | ----- | ----- | ----- | ---- | ----- | ----- | ----- |
| 188 f | 241 f | 188 f | 193 f | 100 f | 96 f | 106 f | 116 f | 200 f |

| 1709  | 1720  | 1730  | 1765    | 1767    | 1774    | 1789  | 1790    | - |
| ----- | ----- | ----- | ------- | ------- | ------- | ----- | ------- | - |
| 290 f | 207 f | 490 f | 1 700 H | 3 600 H | 2 756 H | 460 f | 3 800 H | - |

Notes :
- Le territoire de Prats-de-Mollo comprenait, outre sa paroisse de Saint-Juste-et-Sainte-Ruffine, située en ville, celles de Saint-Sauveur de La Preste, Notre-Dame du Tech et Sainte-Cécile de Cos. Les deux dernières sont aujourd'hui sur le territoire de la commune du Tech.
- 1378 : dont 149 f pour la ville.

### Démographie contemporaine
L'évolution du nombre d'habitants est connue à travers les recensements de la population effectués dans la commune depuis 1793. Pour les communes de moins de 10 000 habitants, une enquête de recensement portant sur toute la population est réalisée tous les cinq ans, les populations de référence des années intermédiaires étant quant à elles estimées par interpolation ou extrapolation. Pour la commune, le premier recensement exhaustif entrant dans le cadre du nouveau dispositif a été réalisé en 2006.

En 2022, la commune comptait 1 114 habitants, en évolution de −3,55 % par rapport à 2016 (Pyrénées-Orientales : +3,92 %, France hors Mayotte : +2,11 %).
| 1793  | 1800  | 1806  | 1821  | 1831  | 1836  | 1841  | 1846  | 1851  |
| ----- | ----- | ----- | ----- | ----- | ----- | ----- | ----- | ----- |
| 2 928 | 3 190 | 2 973 | 3 221 | 3 484 | 3 328 | 3 406 | 3 730 | 3 270 |

| 1856  | 1861  | 1866  | 1872  | 1876  | 1881  | 1886  | 1891  | 1896  |
| ----- | ----- | ----- | ----- | ----- | ----- | ----- | ----- | ----- |
| 3 435 | 3 336 | 2 784 | 2 768 | 2 658 | 2 467 | 2 630 | 2 446 | 2 481 |

| 1901  | 1906  | 1911  | 1921  | 1926  | 1931  | 1936  | 1946  | 1954  |
| ----- | ----- | ----- | ----- | ----- | ----- | ----- | ----- | ----- |
| 2 525 | 2 579 | 2 751 | 2 186 | 2 270 | 2 275 | 2 218 | 1 818 | 1 608 |

| 1962  | 1968  | 1975  | 1982  | 1990  | 1999  | 2006  | 2011  | 2016  |
| ----- | ----- | ----- | ----- | ----- | ----- | ----- | ----- | ----- |
| 1 495 | 1 351 | 1 190 | 1 142 | 1 102 | 1 080 | 1 141 | 1 076 | 1 155 |

| 2021  | 2022  | - | - | - | - | - | - | - |
| ----- | ----- | - | - | - | - | - | - | - |
| 1 134 | 1 114 | - | - | - | - | - | - | - |

Notes : 
- 1841 : ne sont pas comptées 304 personnes en garnison ;
- 1856 : dont 256 personnes en garnison ;
- 1861 : dernière année incluant la population du Tech ;
- 1896 : dont 48 personnes en garnison.

| selon la population municipale des années : | 1968 | 1975 | 1982 | 1990 | 1999 | 2006 | 2009 | 2013 |
| Rang de la commune dans le département      | 42   | 50   | 59   | 67   | 71   | 74   | 77   | 82   |
| Nombre de communes du département           | 232  | 217  | 220  | 225  | 226  | 226  | 226  | 226  |

### Enseignement
L'école est le groupe scolaire Georges-Clerc. Georges Clerc était un résistant de la Seconde Guerre Mondiale qui fut directeur de cette école. Elle compte plus de 60 élèves de la Toute Petite section au CM2 répartis dans 3 classes.

### Manifestations culturelles et festivités
- Fête patronale et communale : 17 juillet[62] ;
- Pèlerinage à l'ermitage Notre-Dame-du-Coral : 15 août[62] ;
- Fête de l'ours : chandeleur (autour du 2 février)[62]. Vêtu de peaux de mouton, « l'animal » pourchasse les habitants pour les maculer d'huile et de suie[63]. ;
- Foires : 1er dimanche de juin, 14 octobre et 1er dimanche de décembre[62].

### Sports

#### Rugby à XV
La ville compte un club de rugby fondée en 1924 : l’Émulation Sportive Pratéene. Pour les 100 ans du club, la commune organisa une fête et invita des personnalités du monde du rugby. Franck Azéma, Guilhem Guirado, Marc Lièvremont, Gérard Majoral, Sébastien Morizot et Laurent Arbo étaient présents. Les joueurs Alain Paco, Jean-Pierre Garuet-Lempirou, Paul Foussat, David Marty, Philippe Bey, Marc Sicre, Jean-Francois Imbernon, Philippe Boher, Pierre Becque, Mourad Zitouni, Didier Codorniou, Christophe Moly, Christophe Manas et Nicolás Sánchez étaient également présents.

##### Palmarès
- Finaliste du Championnat de France de 3e série en 1988[67]
- Champion du Championnat de France de 1re série en 2000[67]
- Champion du Championnat de France Promotion Honneur en 2001[67]
- Finaliste du Champion de France réserve d'honneur en 2003[67]

## Économie

### Revenus
En 2018, la commune compte 410 ménages fiscaux, regroupant 774 personnes. La médiane du revenu disponible par unité de consommation est de 17 990 € (19 350 € dans le département).

### Emploi
|                | 2008   | 2013   | 2018   |
| -------------- | ------ | ------ | ------ |
| Commune        | 9,1 %  | 7,9 %  | 10,6 % |
| Département    | 10,3 % | 12,9 % | 13,3 % |
| France entière | 8,3 %  | 10 %   | 10 %   |

En 2018, la population âgée de 15 à 64 ans s'élève à 642 personnes, parmi lesquelles on compte 70 % d'actifs (59,4 % ayant un emploi et 10,6 % de chômeurs) et 30 % d'inactifs,. Depuis 2008, le taux de chômage communal (au sens du recensement) des 15-64 ans est inférieur à celui du département, mais supérieur à celui de la France.
La commune est hors attraction des villes,. Elle compte 336 emplois en 2018, contre 339 en 2013 et 336 en 2008. Le nombre d'actifs ayant un emploi résidant dans la commune est de 391, soit un indicateur de concentration d'emploi de 86 % et un taux d'activité parmi les 15 ans ou plus de 44,4 %.
Sur ces 391 actifs de 15 ans ou plus ayant un emploi, 264 travaillent dans la commune, soit 68 % des habitants. Pour se rendre au travail, 68,1 % des habitants utilisent un véhicule personnel ou de fonction à quatre roues, 4 % les transports en commun, 16,3 % s'y rendent en deux-roues, à vélo ou à pied et 11,6 % n'ont pas besoin de transport (travail au domicile).

### Revenus de la population et fiscalité
En 2010, le revenu fiscal médian par ménage était de 20 973 €.

### Entreprises et commerces
La Preste est une station thermale gérée par la Chaîne thermale du Soleil dont les eaux sont particulièrement recommandées pour les maladies des voies urinaires.

## Culture locale et patrimoine

### Monuments et lieux touristiques

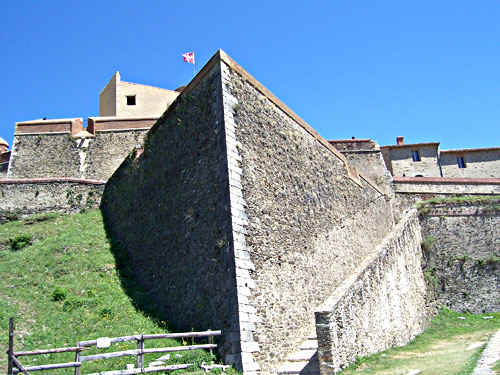
Le fort Lagarde.

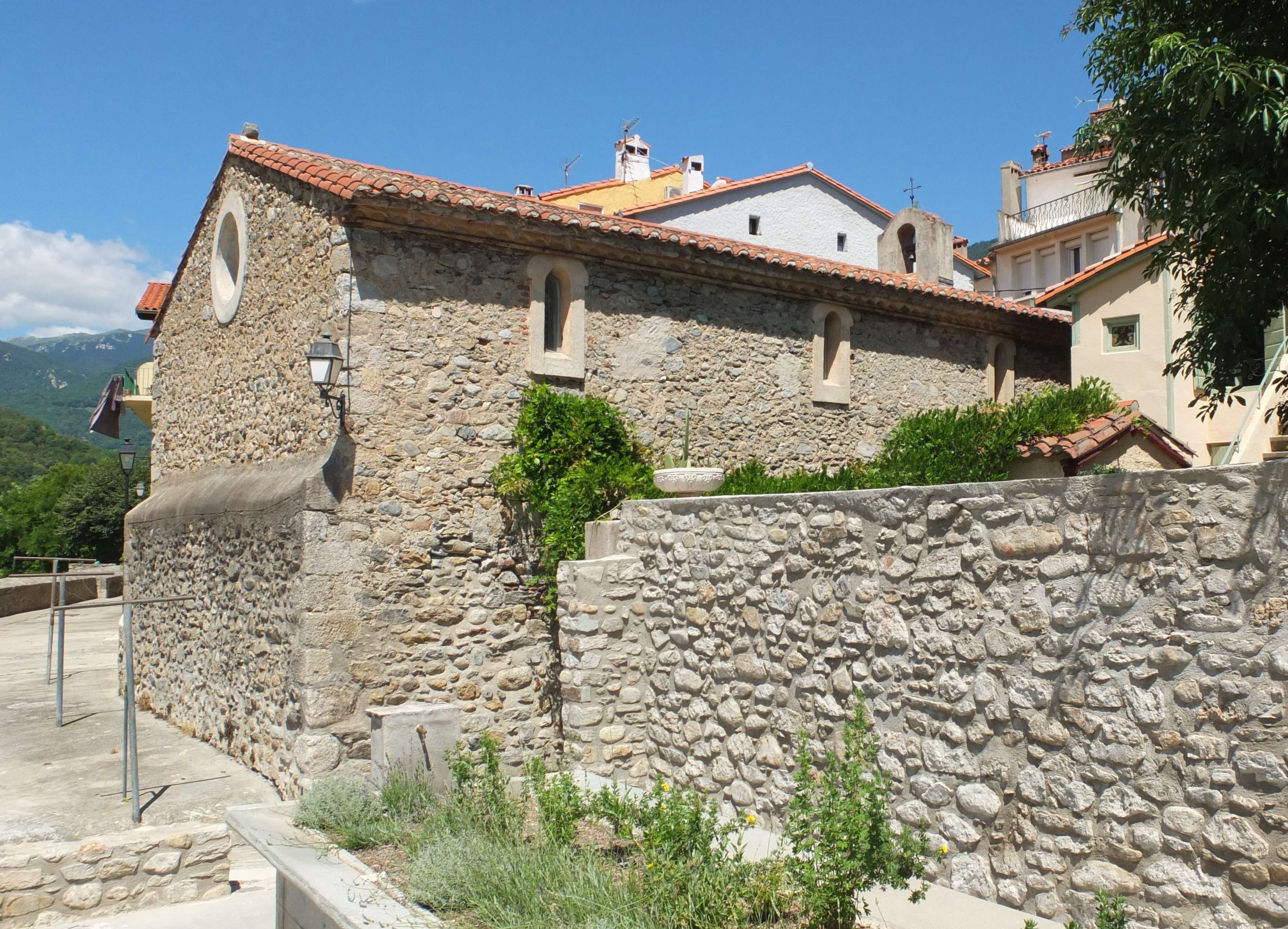
La chapelle Saintes-Juste-et-Ruffine (XVIIe siècle).

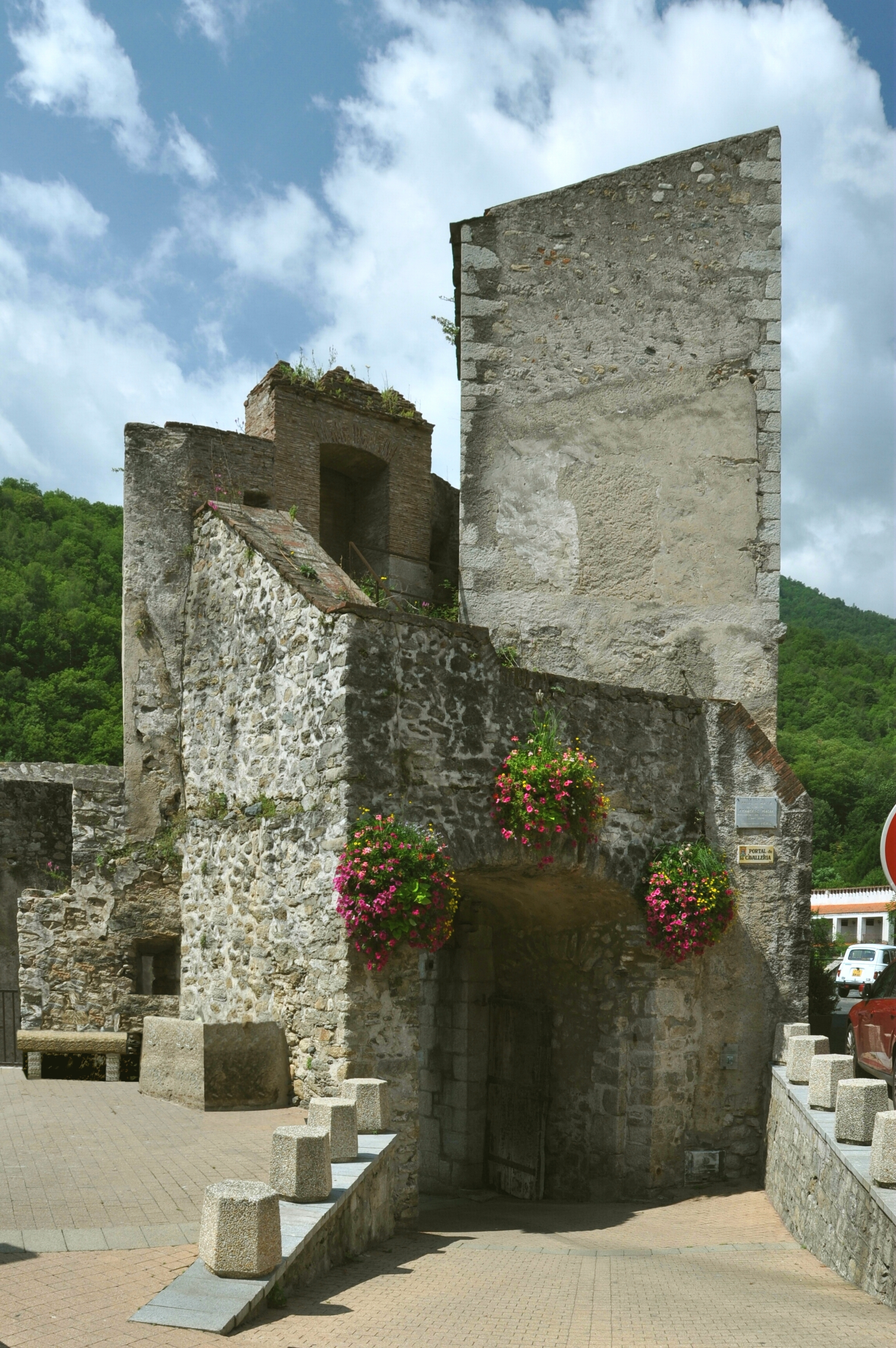
La porte d'Espagne

- Les premiers remparts de Prats-de-Mollo, capitale du Haut Vallespir sont construits dans la première moitié du XIVe siècle. Détruits pendant la révolte des Angelets, ils sont reconstruits en 1683. Ils sont classés au titre des monuments historiques en 1930. Maréchal de Louis XIV, Sébastien Vauban, qui a fait construire le fort Lagarde, surplombant les lieux. La porte d'Espagne est classée monument historique en 1922 et les remparts en 1930.
- Le fort Lagarde est une citadelle du XVIIe siècle dominant la ville, parfait exemple d'adaptation du concept de fortification bastionnée qui est classé monument historique depuis 1925.
- La tour de Mir, tour de guet construite au XIIIe siècle par Jacques Ier d'Aragon, roi de Majorque, pour surveiller la frontière de France au lieu-dit El Mir de Dalt est une tour à signaux. De plan circulaire, elle comporte trois niveaux couverts de voûtes en coupole. Elle a été inscrite monument historique le 16 décembre 2002[68].
- L'église Sainte-Juste-et-Sainte-Ruffine a été classée monument historique par arrêté du 14 septembre 1921[69]. De nombreux objets sont référencés dans la base Palissy (voir les notices liées)[69].
- Chapelle Saintes-Juste-et-Ruffine de Prats-de-Mollo, même nom que l'église, est située au centre du village. Elle est décorée de vitraux et peintures de Jean Lareuse (peintre d'origine pratéenne).
- Église Saint-Sauveur de Les Planes.
- Église Saint-Roch de La Preste
- Église Saint-Isidore de La Preste
- Chapelle Notre-Dame-du-Rosaire de Prats-de-Mollo.
- Chapelle Saint-Antoine-de-Padoue de l'hôpital de Prats-de-Mollo.
- Chapelle Saint-Christ de Sandreu.
- Chapelle Saint-Christ du Boix.
- Chapelle Saint-Jean-Baptiste du château de Perella.
- Chapelle Sainte-Lucie de Prats-de-Mollo.
- Chapelle Saint-Martin de Vilaplana.
- Chapelle de la Preste.
- L'ermitage Notre-Dame-du-Coral ( Inscrit MH (1990)) est un lieu de pèlerinage construit au XVIIe et au XVIIIe siècle.
- La chapelle Sainte-Marguerite du col d'Ares, peu avant le col d'Ares, église romane en ruines, accompagnée d'un ancien hospice. ( Inscrit MH (2009))[70].
- Le tumulus de Collada Verda II est un site mégalithique.

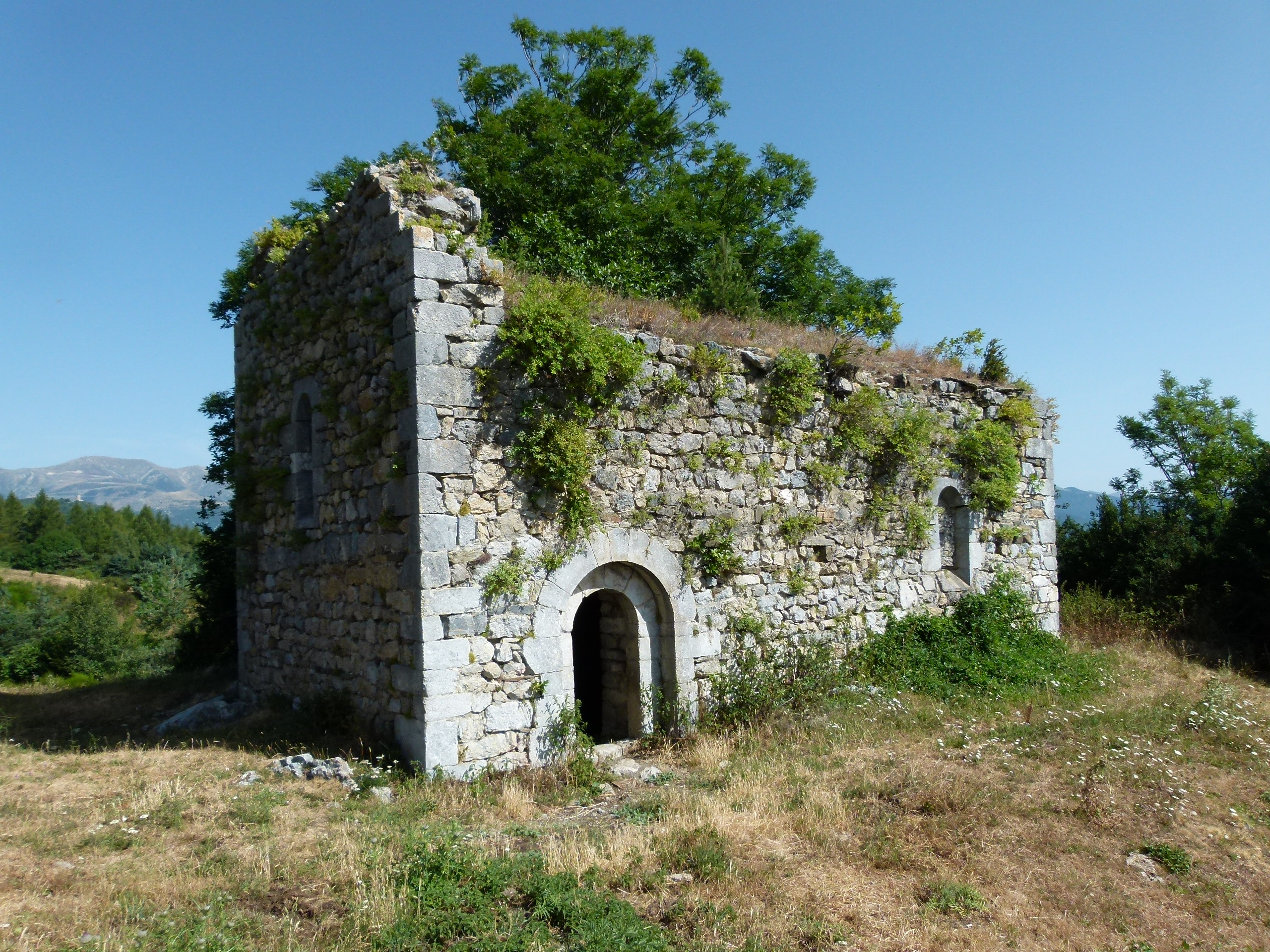
Chapelle Sainte-Marguerite du col d'Ares
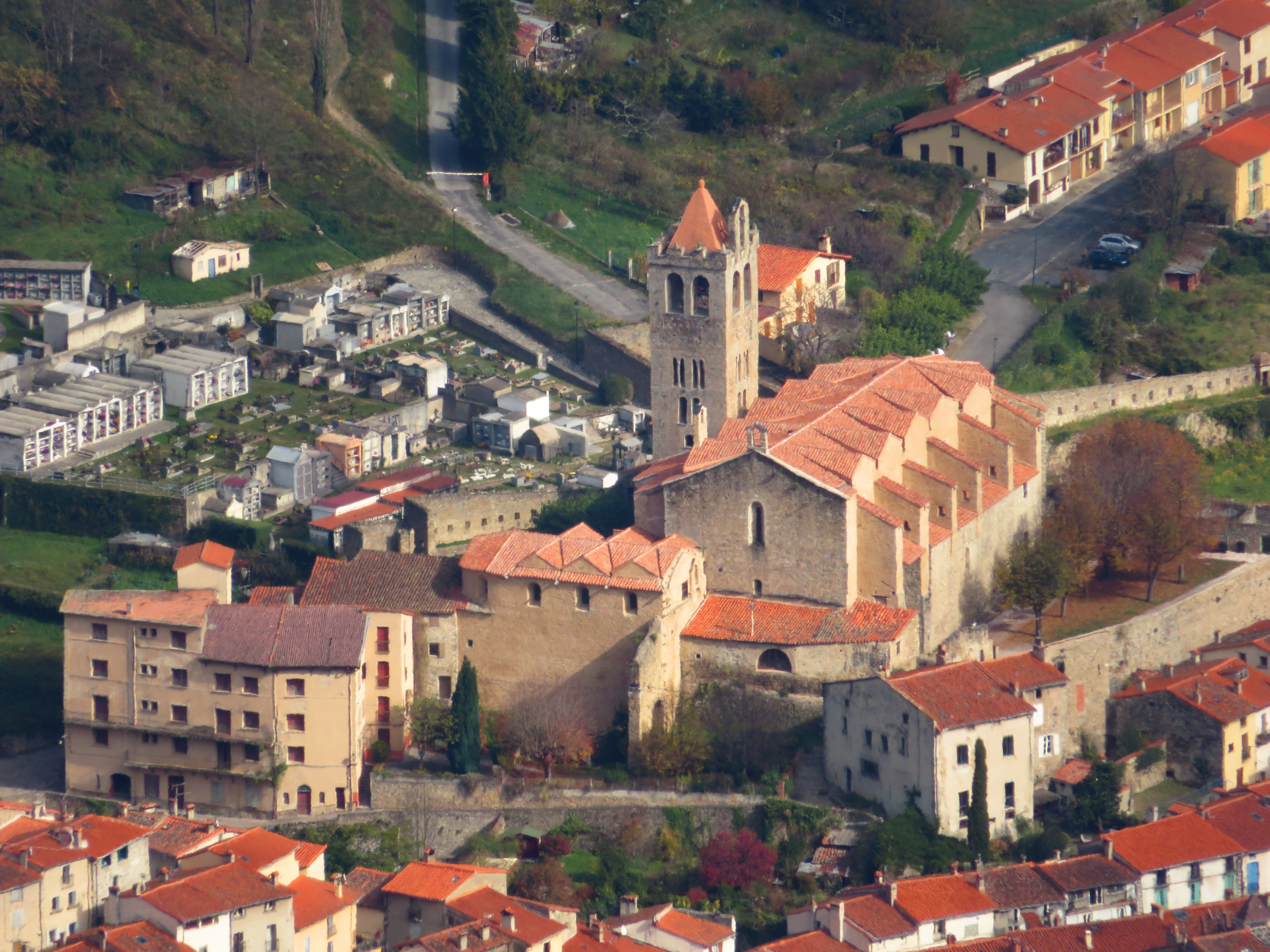
Église Saint-Juste-et-Sainte-Ruffine de Prats-de-Mollo-la-Preste
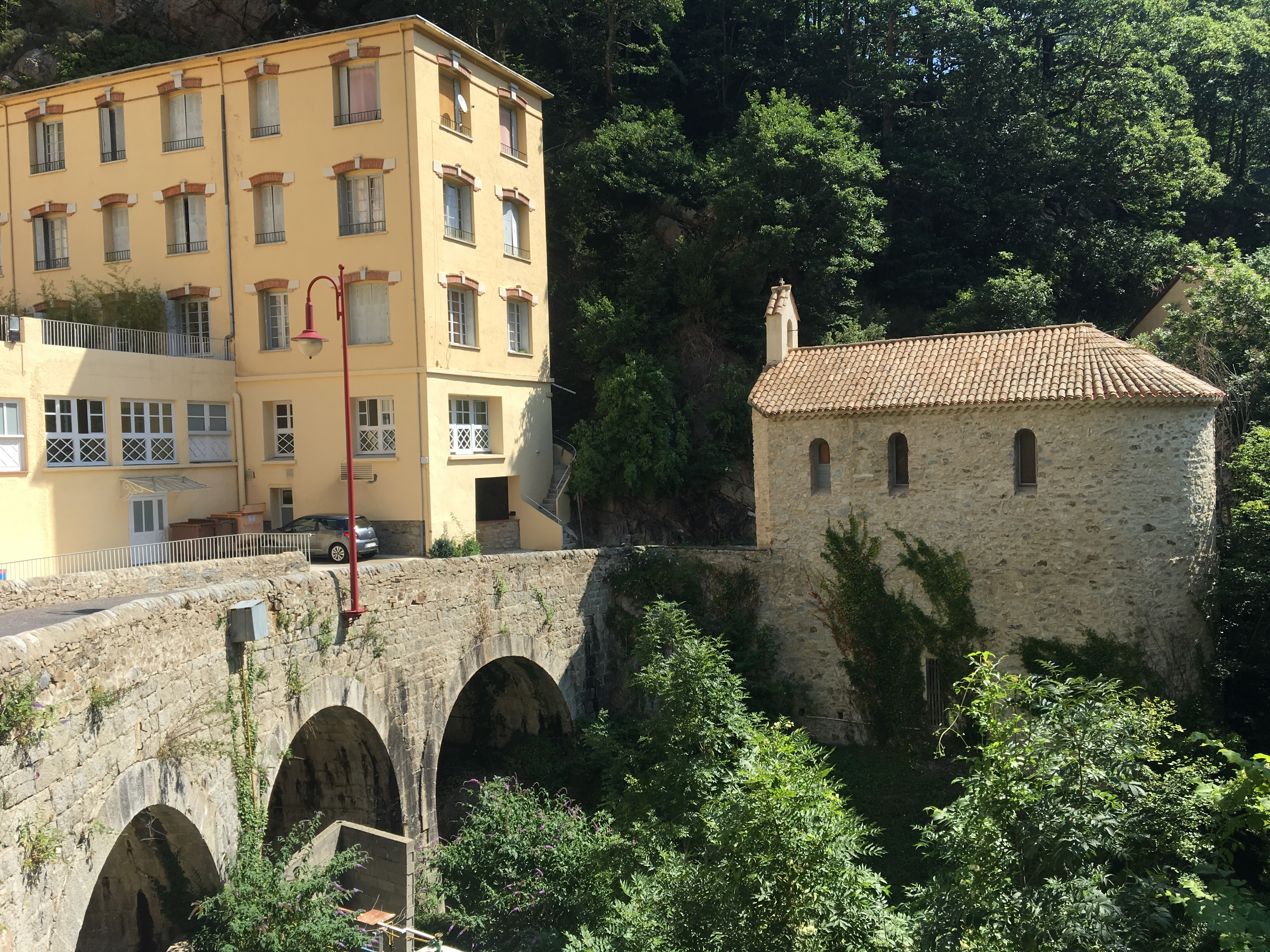
Église Saint-Roch de La Preste
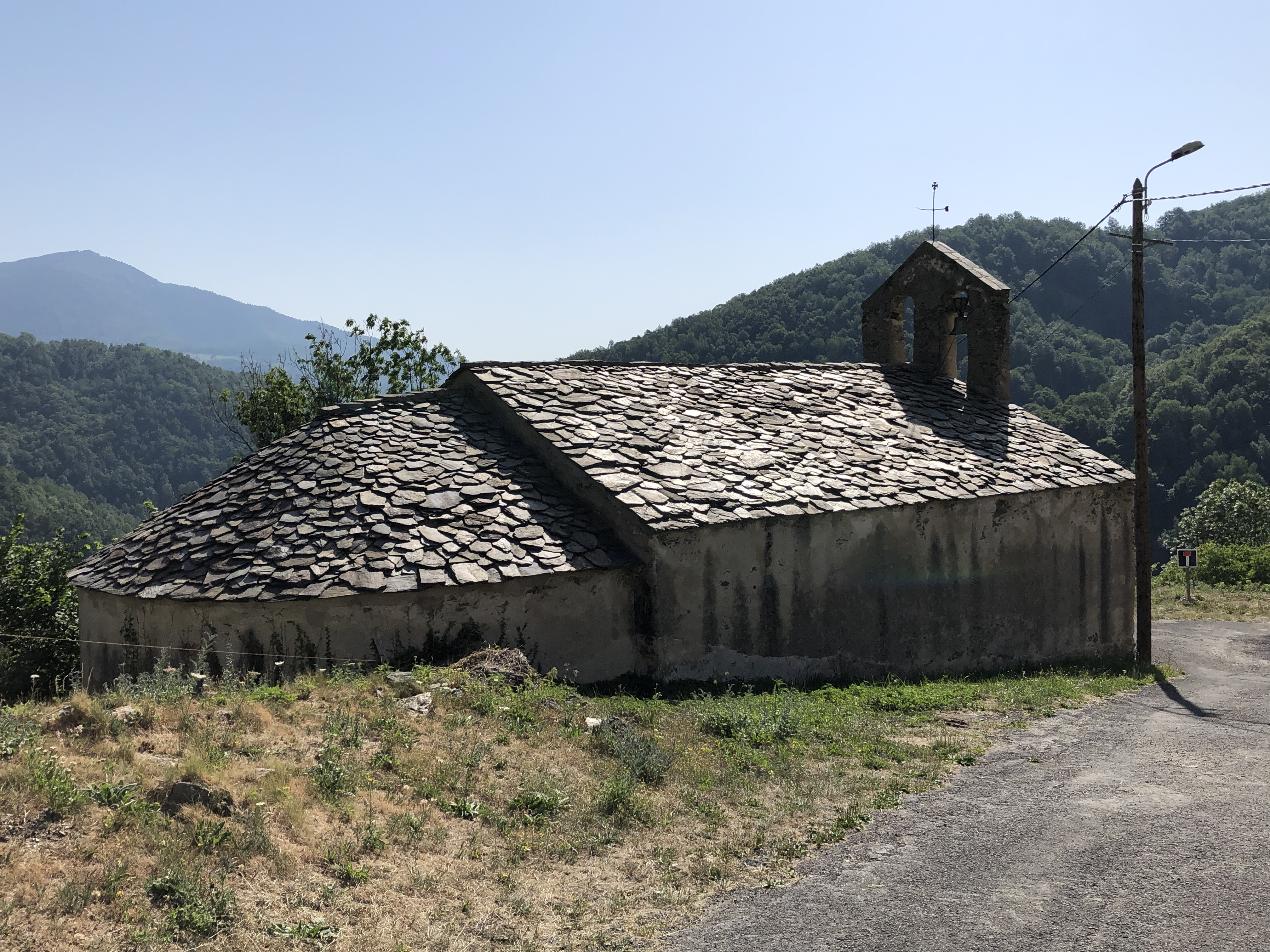
Église Saint-Isidore de La Preste
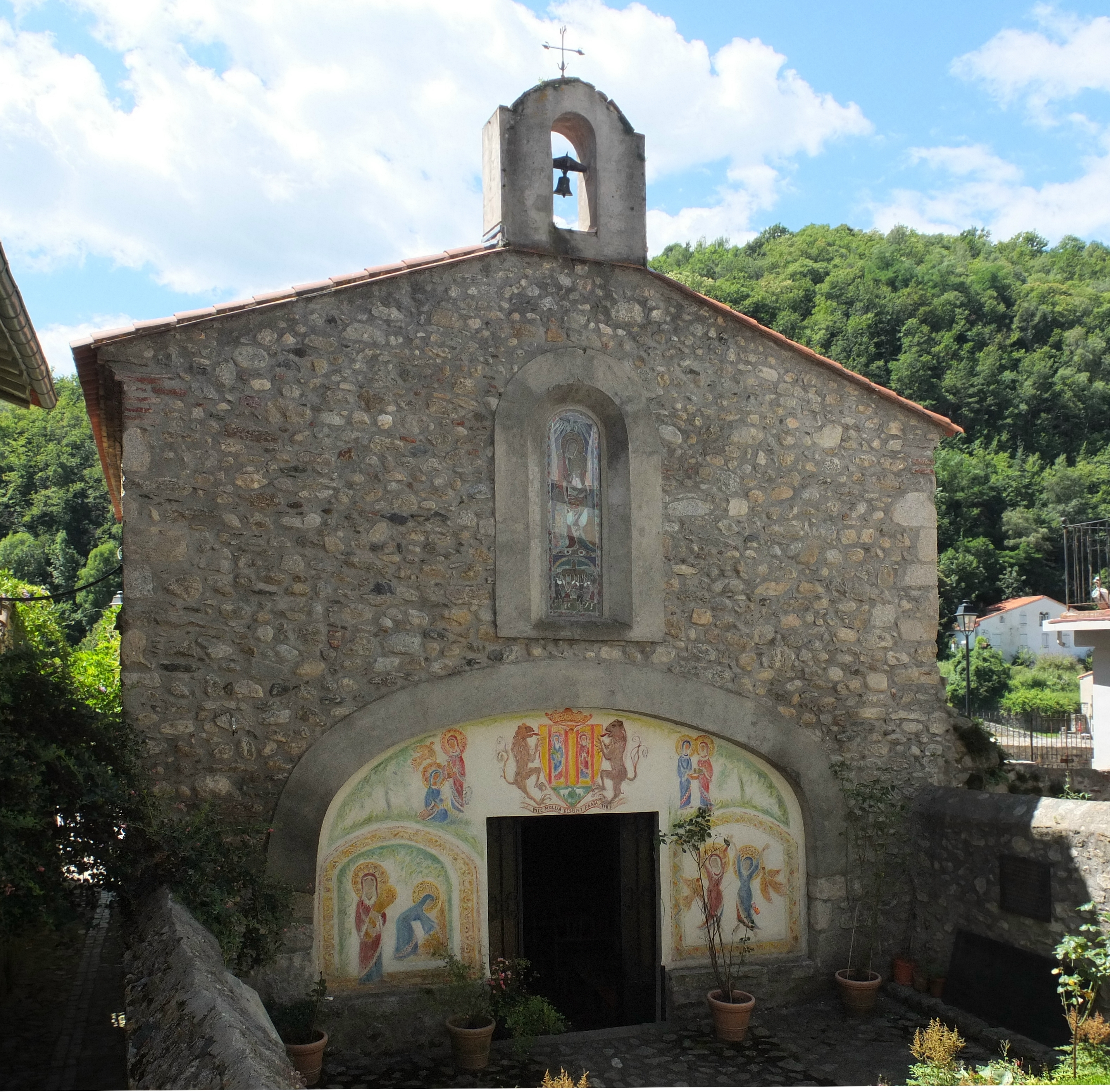
Chapelle Saintes-Juste-et-Ruffine de Prats-de-Mollo

### Personnalités liées à la commune
- Josep de la Trinxeria (1637-1694) : chef de la révolte des Angelets contre l'instauration de la gabelle du sel dans le Roussillon en 1661 ;
- Jean-Louis Boyer (1781-1848) : militaire qui commanda pendant dix-huit ans le fort Lagarde ;
- Carles Bosch de la Trinxeria (1831-1897) : écrivain catalan, né à Prats-de-Mollo-la-Preste ;
- Charles Rondony (1856-1914) : général, né à Prats-de-Mollo ;
- Francesc Macià (1859-1933) : homme politique catalan, vécut à Prats-de-Mollo-la-Preste ;
- Léon Cazeilles (1893-1940) Colonel de l'infanterie coloniale et ecrivain, mort pour la France durant la Seconde guerre mondiale, né a Prats-de-Mollo
- José Brocca (1891-1950) : écrivain, humaniste et pacifiste espagnol, qui séjourna à Prats-de-Mollo-la-Preste après la Retirada (1939-1940) ;
- Dolors Prat Coll (1905-2001) : syndicaliste de la CNT, a fui clandestinement la dictature franquiste depuis Prats-de-Mollo-la-Preste pour refaire sa vie en France ;
- Raymond Blanc (1914-2007) : écrivain né à Prats-de-Mollo-la-Preste ;
- Paulette Dehoux (1915-2016) : résistante ;
- Jean Lareuse (1925-2016), peintre né à Céret, a exercé la plus grande partie de sa carrière de peintre aux États-Unis avant de revenir à Prats-de-Mollo[71] ;
- Joan-Lluís Lluís (1963-), écrivain catalan, a situé un de ses romans, El dia de l'ós (edicions de la Magrana, Barcelona, 2004) à Prats-de-Mollo (traduit en français par Tinta Blava sous le titre Le jour de l'ours).
- Chantal Gorostegui (1965-) : coureuse cycliste née à Prats-de-Mollo-la-Preste.

### Culture populaire
Chanson
- Filles de Prats de Molló, chanson populaire[72]

### Héraldique
| Blason de Prats-de-Mollo-la-Preste | Blason  | D’or aux quatre pals de gueules, aux saintes Juste et Rufine de carnation, nimbées d’or, habillées d’argent et gueules chacune dans sa niche d’azur, tenant de leur main externe une palme d’or et de l’autre un chevalet aussi d’or et soutenues d’un pré de sinople mouvant de la pointe, chargé de deux brebis affrontées et paissantes d’argent. |
| Blason de Prats-de-Mollo-la-Preste | Détails | Le statut officiel du blason reste à déterminer. |